# James Jordan
James Jordan (Houston, 14 de março de 1979) é um ator americano. Conhecido pelo personagem Tim Foyle da série de televisão Veronica Mars.